# Reforma, Oaxaca
Reforma är en ort i Mexiko.   Den ligger i kommunen Zapotitlán Palmas och delstaten Oaxaca, i den sydöstra delen av landet, 220 km sydost om huvudstaden Mexico City. Reforma ligger 1 893 meter över havet och antalet invånare är 175.
Terrängen runt Reforma är huvudsakligen kuperad, men den allra närmaste omgivningen är platt. Runt Reforma är det glesbefolkat, med 14 invånare per kvadratkilometer. Närmaste större samhälle är Ciudad de Huajuapan de León, 9,9 km sydost om Reforma. Trakten runt Reforma består i huvudsak av gräsmarker.